# Dorfkirche Wolsier

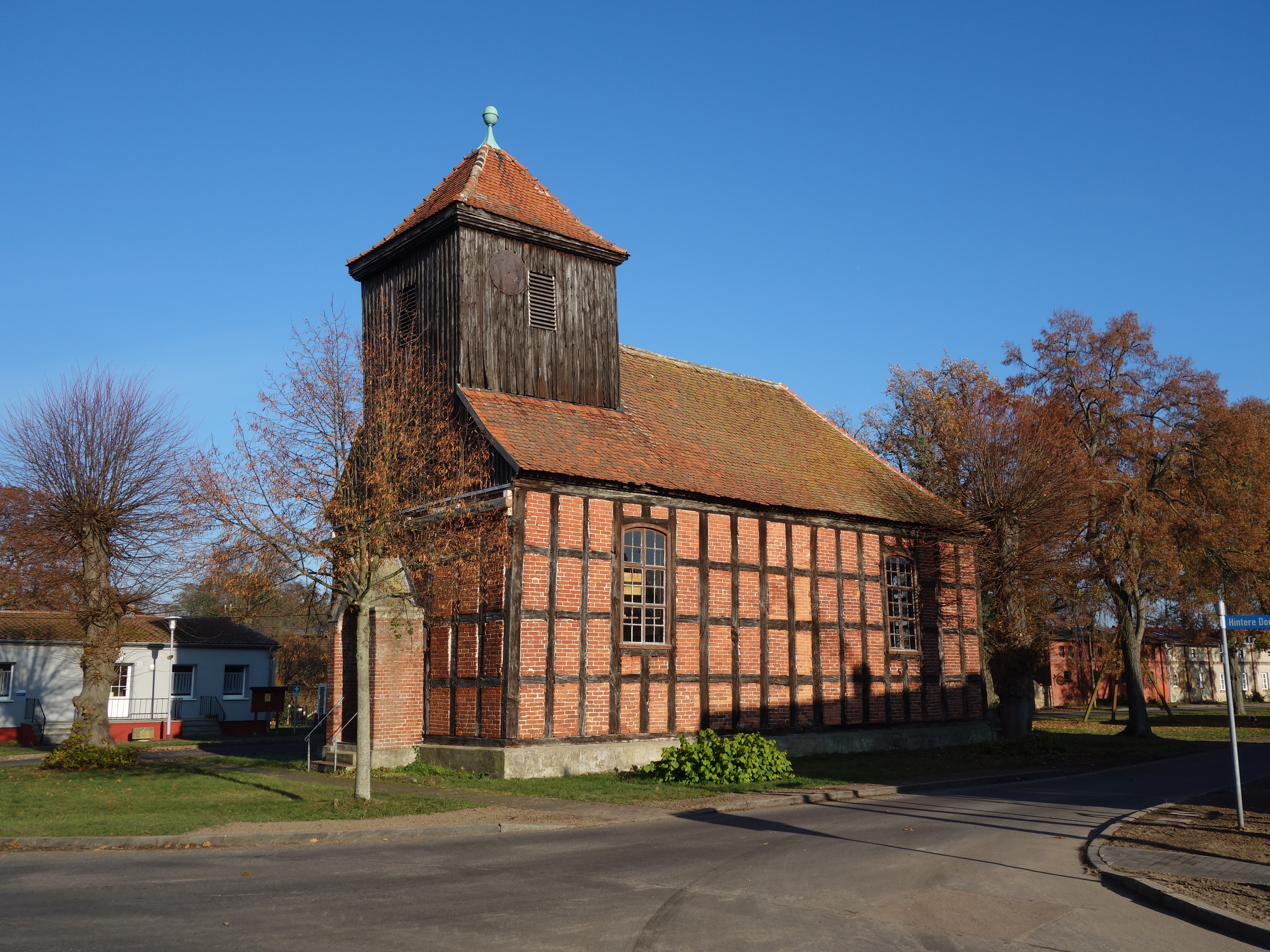
Dorfkirche in Wolsier

Die evangelische Dorfkirche Wolsier ist eine Saalkirche in Wolsier, einem Ortsteil der Gemeinde Havelaue im brandenburgischen Landkreis Havelland. Die Kirche gehört zur Evangelischen Kirchengemeinde Hohennauen im Kirchenkreis Nauen-Rathenow der Evangelischen Kirche Berlin-Brandenburg-schlesische Oberlausitz. Das Gebäude steht unter Denkmalschutz.

## Baubeschreibung
Das Kirchengebäude steht auf dem Dorfanger von Wolsier. Es handelt sich um einen Fachwerkbau mit Ziegelausfachung aus dem Jahr 1754, der hohe Stichbogenfenster und einen verbretterten, westlichen Dachturm aufweist. Das Richtfest war am 1. September 1752 und am 22. September 1754 wurde sie feierlich eingeweiht. Das massive, gemauerte Westportal wurde im Jahr 1888 erbaut. Im Inneren erstreckt sich eine an der Südwand gelegene Empore bis an die Längsseiten. Die Orgel von Carl Schultze stammt aus dem Jahr 1866. Der Kanzelaltar stammt aus dem Jahr 1772 und zeigt zurückhaltende Rokokoformen. Er wurde von Tischlermeister Plau aus Friesack gefertigt. Eine hölzerne Taufe stammt aus dem 17. Jahrhundert. Die Glocke der Kirche wurde 1526 gegossen.
Das Bauwerk wurde 2020 wegen Baufälligkeit geschlossen, da der Westgiebel mittlerweile einsturzgefährdet war und auf die Straße zu stürzen drohte. Anfang 2024 gründete sich ein Förderverein, der sich seit dieser Zeit für die Sanierung des Bauwerks einsetzt. Die Kosten für die Sanierung des Turms und der Westfassade werden auf rund 325.000 Euro geschätzt. Experten hoffen, dass bis Ende 2025 die erforderlichen Mittel für diesen ersten Bauabschnitt gesammelt werden können.